# Naval Special Warfare Command (Thaïlande)
Pour le commandement homonyme aux États-Unis, voir Naval Special Warfare Command.

Emblème des Royal Thai Navy SEALs.

Le Naval Special Warfare Command (en thaï : หน่วยบัญชาการสงครามพิเศษทางเรือ), communément connu sous le nom de Royal Thai Navy SEALs, est une unité d'élite de la marine royale thaïlandaise.
L'unité a été créée en 1956 avec l'aide du gouvernement américain, sur la base du Naval Special Warfare Command. Formée pour mener des missions maritimes d'antiterrorisme, l'unité entretient donc logiquement des liens étroits avec les SEAL de la marine des États-Unis.
L'unité a participé à la guerre froide, la guerre contre le terrorisme, le conflit dans le Sud de la Thaïlande ou encore la lutte contre la piraterie en mer de Chine. Plus récemment, elle s'est distinguée dans les opérations de secours de la grotte de Tham Luang.